# Muhanga
Muhanga è un comune del Burundi situato nella provincia di Kayanza con 64.480 abitanti (censimento 2008).

## Geografia antropica

### Suddivisioni amministrative
Il comune è suddiviso in 30 colline.